# Buée
Pour les articles homonymes, voir Buée (homonymie).

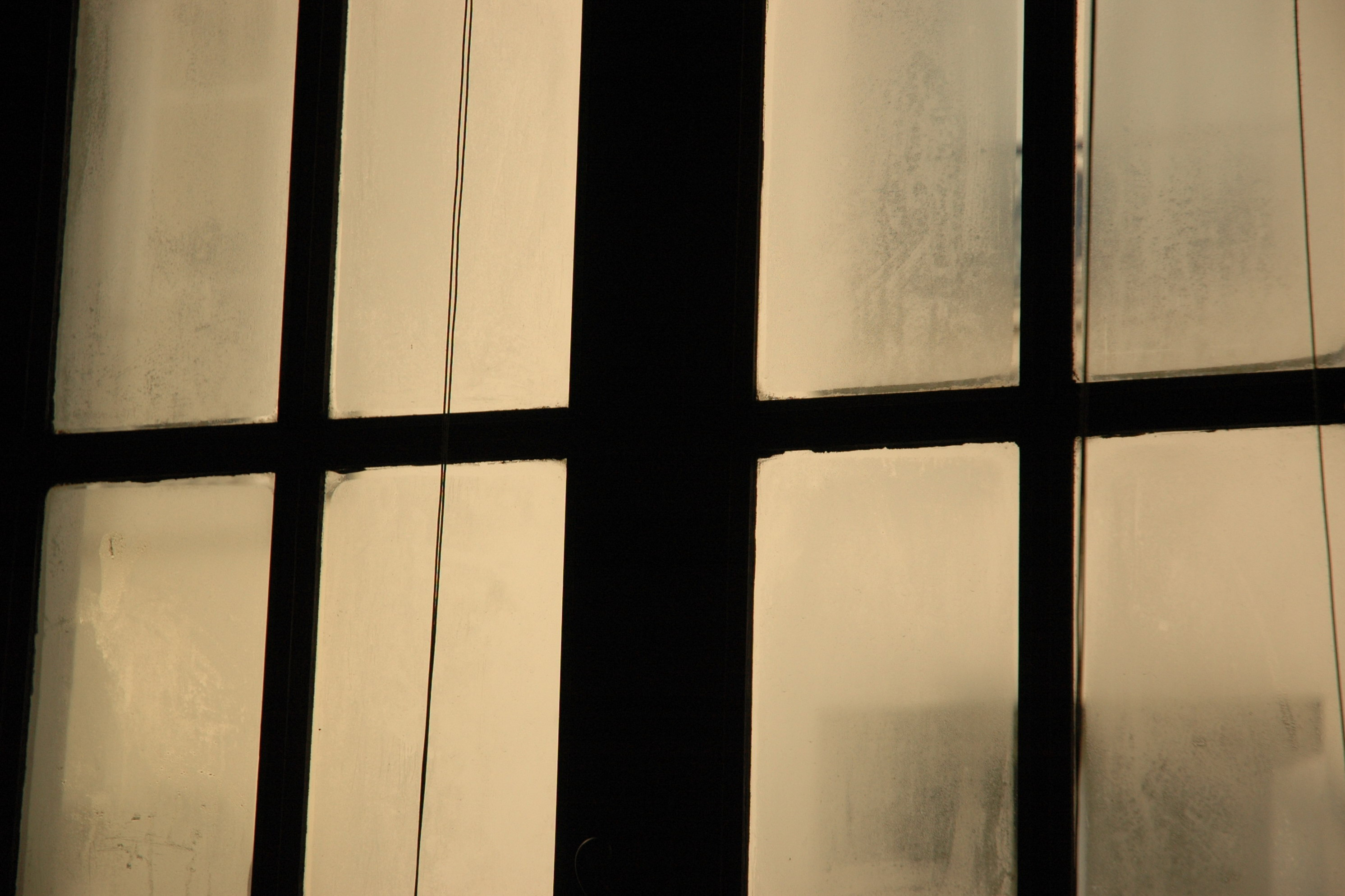
Buée sur une fenêtre

La buée est le produit de la condensation de la vapeur d'eau sur une surface froide en contact avec le milieu humide.

## Physique

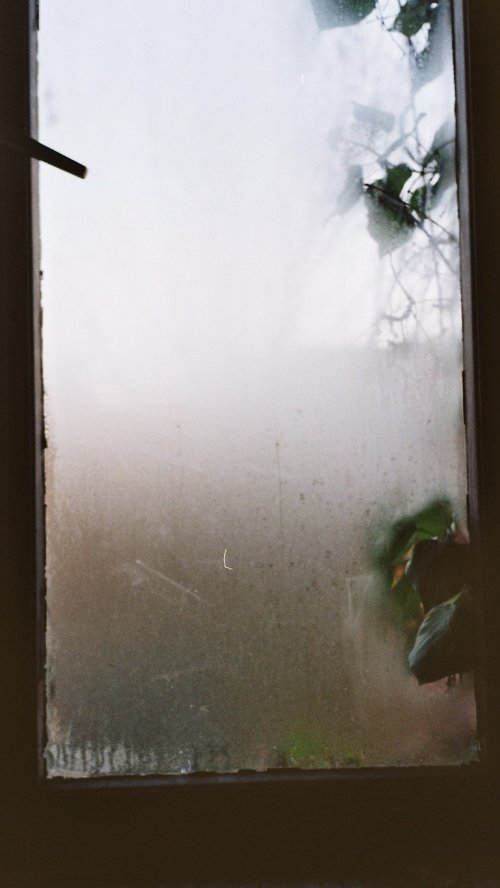
Buée sur une fenêtre

### Théorie
La pression de vapeur saturante dépend de la température : l'air chaud est susceptible de contenir plus de vapeur d'eau que l'air plus froid. L'air saturé en eau se refroidit à la surface du corps froid, et la pression partielle de l'eau excède la pression de vapeur saturante ; une partie de l'eau se liquéfie en gouttelettes, qui se déposent à la surface du corps.

### Protocole expérimental
Ce phénomène s'observe couramment sur la surface d'un miroir dans une salle de bains après une douche chaude, ou sur des vitres froides en hiver.